# لاگالاروین
لاگالاروین (به هلندی: Laaghalerveen) یک منطقهٔ مسکونی در هلند است که در میدن-درنته واقع شده‌است.